# Frank Elmore Ross
Frank Elmore Ross (2 d'abril de 1874 – 21 de setembre de 1960) fou un astrònom i físic estatunidenc. Nat a San Francisco, Califòrnia. L'any 1901 rebé el seu doctorat de la Universitat de Carolina. En el 1905 esdevingué director de l'estació de l'Observatori Internacional de la Latitud a Gaithersburg, Maryland. El 1915 aconseguí una plaça de físic a la Companyia Eastman Kodak a Rochester, de Nova York. Acceptà un càrrec a l'observatori Yerkes l'any 1924 on treballà fins a la jubilació el 1939.
El seu treball de més importància fou el càlcul de la primera òrbita fidedigna de la lluna de Saturn Febe el 1905. També calculà les òrbites dels satèl·lits de Júpiter Himalia i Elara. Treballant a l'Eastman Kodak investigà les emulsions fotogràfiques i dissenyà lents d'angle ample per a ús astronòmic.
A l'Observatori Yerkes fou successor d'E. E. Barnard, heretant la col·lecció de plaques fotogràfiques de Barnard. Ross decidí repetir la mateixa sèrie d'imatges i comparar els resultats amb un comparador de llampada. Fent això descobrí més de 400 estrelles variables i més de 1.000 estrelles amb moviment propi. Algunes estrelles amb moviment propi elevat resultaren ser molt més a prop, i moltes d'aquestes estrelles (com a Ross 154) són encara més amplament conegudes pel nombre de catàleg que ell els donà.
Durant l'oposició de Mart l'any 1926 va fotografiar el planeta en diferents colors, usant el telescopi de 60 polzades de l'Observatori de Mount Wilson. L'any següent obtingué imatge en ultraviolat de Venus, que mostraren l'estructura de la coberta de núvols per primera vegada.
El cràter marcià Ross fou anomenat en el seu honor, i el cràter lunar Ross fou conjuntament anomenat en el seu honor i de James Clark Ross.